# Оренда
Оре́нда — наймання, тимчасове користування будівлями, земельною ділянкою, обладнанням, виробничими площами, машинами і т. ін. на договірних засадах.
Оренда земельної ділянки — засноване на договорі строкове платне володіння і користування земельною ділянкою, необхідною орендареві для провадження підприємницької та іншої діяльності. Оренда земельної ділянки може бути короткостроковою — не менше 7 років та довгостроковою — не більше 50 років.
Суборенда — угода про передачу орендарем орендованого ним об'єкта в оренду третій особі.

## Класифікація
Згідно з КВЕД надання в оренду нерухомого майна, а також надання в оренду устатковання з оператором, наприклад, в будівництві, при транспортуванні, — виділено до окремих секцій.
Оренда, прокат і лізинг матеріальних і нематеріальних активів, у тому числі автомобілів, комп'ютерів, споживчих товарів, промислового устатковання поділяється на:
- надання в оренду автотранспортних засобів,
- прокат товарів для спорту і відпочинку, побутових виробів і предметів особистого вжитку,
- надання в оренду інших машин і устатковання, що їх зазвичай використовують для виробничої діяльності, у тому числі транспортне устатковання (крім автотранспортних засобів) і
- надання в оренду побутової техніки[2],
- лізинг інтелектуальної власності та подібних продуктів.

До цього розділу включають тільки операційний лізинг. Фінансовий лізинг також виділений до окремої секції.

## Оренда державного майна
Щорічно Законами України про Державний бюджет на поточний рік Фонд державного майна України визначається відповідальним за надходження до державного бюджету коштів від оренди державного майна. За інформацією Міністерства фінансів України, в 2010 році планові надходження коштів до державного бюджету від оренди державного майна були передбачені у сумі 650 млн грн.

## Виноски
1. ↑  Оренда // Великий тлумачний словник сучасної української мови (з дод. і допов.) / уклад. і гол. ред. В. Т. Бусел. — 5-те вид. — К. ; Ірпінь : Перун, 2005. — ISBN 966-569-013-2.
2. ↑  Global Ukrainian Portal оренди. Архів оригіналу за 19 липня 2018.